# Strzel bombardier
Strzel bombardier (Brachinus explodens) – gatunek chrząszcza z rodziny biegaczowatych i podrodziny Brachininae. Rozmieszczony jest w palearktycznej Eurazji od Półwyspu Iberyjskiego po Bajkał na Syberii.

## Taksonomia
Gatunek ten opisany został po raz pierwszy w 1812 roku przez Caspara Erasmusa Duftschmida.

## Morfologia
Chrząszcz o ciele długości od 4 do 7,5 mm.
Głowa jest pomarańczowobrązowa lub czerwona. Czułki są pomarańczowe do czerwonych, zwykle z przyczernionymi większymi częściami członów drugiego i trzeciego. Głaszczki mają żółtoczerwoną do czerwonej barwę.
Przedplecze jest sercowate z dość tępymi kątami tylnymi, mniej więcej tak szerokie jak głowa i ubarwione tak jak ona. Szerokość przedplecza jest mniejsza niż długość, co różni ten gatunek m.in. od strzela łoskotnika. Krótkie i szerokie pokrywy są metalicznie niebieskie, niebieskozielone, zielone, fioletowe lub czarne, zwykle jednobarwne, rzadko z wąsko zardzawionymi krawędziami przyszwowymi. Mają wystające kąty barkowe, spłaszczony do lekko sklepionego wierzch o słabo wykształconych do wyraźnych, płytkich rzędach i niewyniesionych lub bardzo słabo wyniesionych międzyrzędach. Błoniaste obrzeżenie wierzchołkowej krawędzi pokryw jest  zaopatrzone w bardzo drobne i bardzo delikatne włoski lub całkiem łyse – brak na nim długich, ku dołowi sterczących szczecinek. Tylna para skrzydeł jest w pełni wykształcona. Przedpiersie ma kolor rdzawy, śródpiersie rdzawy lub czarniawy, a zapiersie czarniawy. Odnóża są pomarańczowe lub czerwone. U samca stopy przedniej pary mają trzy człony nieco rozszerzone.
Spód odwłoka jest ciemny, zwykle czarny. U samca pośrodku tylnej krawędzi siódmego sternitu znajduje się głębokie wycięcie. Genitalia samca cechują się edeagusem o wierzchołku grzbietowym lekko w prawo zakrzywionym.

## Biologia i ekologia
Owad spotykany od nizin po tereny górskie. Zamieszkuje głównie stanowiska nasłonecznione, suche do średnio wilgotnych, chętnie o wapiennym lub gliniastym, skąpo porośnięte roślinnością. Spotykany jest na kamienistych stepach, murawach kserotermicznych, suchych zboczach, miedzach, ugorach, skrajach lasów, lasach dobrze doświetlonych i polach uprawnych. Bytuje głównie na powierzchni gleby (gatunek epigeiczny). Często kryje się pod kamieniami. Aktywne osobniki dorosłe obserwuje się od wiosny do jesieni. Postacie dorosłe są drapieżnikami, natomiast larwy są parazytoidami zewnętrznymi poczwarek innych biegaczowatych, w tym skorobieżków.

### Rozród i rozwój
Okres rozrodu przypada na wiosnę. Zapłodniona samica składa wąsko-owalne jaja o cienkim chorionie na powierzchni gleby, przyklejając je wydzieliną do jej cząstek. Rozwój zarodkowy zajmuje od 9 dni w temperaturze 27,4°C do około 15,6 dni w 17,7°C.
Klujące się z jaj larwy pierwszego stadium są kampodealne, białe, ale ciemnieją w ciągu sześciu godzin. Od razu przystępują one do poszukiwania żywiciela. Faza ta trwa od kilku godzin do niespełna trzech dni. Po znalezieniu poczwarki żywiciela larwa wchodzi na nią i przystępuje do żerowania. Przekłuwa ona oskórek gospodarza, zwykle na czułkach lub odnóżach i zlizuje przy użyciu szczęk i wargi dolnej wyciekającą z rany hemolimfę. Faza żerowania trwa od 2 dób przy temperaturze 27,4°C do 4,7 doby przy temperaturze 17,7°C.
Larwa drugiego stadium ma już ciało pędrakowate (erukoidalne), o białym ubarwieniu, miękkim oskórku. Przystępuje do żerowania natychmiast po wylince i w miarę możliwości nie przerywa go, będąc przyczepioną do żywiciela brzuszną stroną ciała. W czasie żerowania oskórek gospodarza jest nakłuwany wielokrotnie, najczęściej na pleurach i szyi, a obfity wyciek hemolimfy uśmierca go. Stadium trwa od około 1,3 doby w 27,4°C do około 4,6 doby w 17,7°C. W czasie żerowania larwa zwiększa rozmiary niemal dwukrotnie.
Larwa trzeciego stadium jest pędrakowata, o głęboko pomarszczonym oskórku. Natychmiast po wylince przystępuje do żerowania, tym razem jednak przylegając do gospodarza stroną grzbietową i odginając głowę z tułowiem o kąt półpełny celem wgryzania się w jego tkanki. Ciało poczwarki zjadane jest niemal w całości, tylko nieliczne jego resztki pozostają na grzbiecie larwy. Faza żerna trzeciego stadium zajmuje od 1,2 doby w 27,4°C do 3 dób w 17,7°C. Po zakończeniu żerowania larwa obraca się i wchodzi w fazę spoczynkową, w której zmienia ona kształt z podługowato-owalnego na gruszkowaty. Faza ta zajmuje od 3 dób w 27,4°C do około 8,4 doby w 17,7°C.
Poczwarka strzela bombardiera jest początkowo biała, acz na pół doby przed wykluciem imago jej głowa, przedplecze i odnóża przybierają odcień jasnopomarańczowy. Stadium to trwa od około 6,1 doby w 27,4°C do około 18,1 doby w 17,7°C.

### Chemia obronna
W sytuacji zagrożenia wytryskuje żrącą ciecz o temperaturze 100 °C w stronę napastnika, którym najczęściej jest ropucha lub żaba. W odwłoku tych owadów znajduje się woreczek wypełniony 25% nadtlenkiem wodoru i 10% hydrochinonem. W sytuacji zagrożenia, po przepchnięciu tej mieszaniny do komory, w której znajdują się enzymy: katalaza i peroksydaza następuje silnie egzotermiczna reakcja utleniania hydrochinonów do chinonów. Wrząca ciecz zostaje gwałtownie wyrzucona z komory w stronę drapieżnika. Ciecz ta nigdy nie osiąga temperatury wrzenia w ciele owada.

## Rozprzestrzenienie
Gatunek palearktyczny. W Europie znany jest z Portugalii, Hiszpanii, Wielkiej Brytanii, Francji, Belgii, Holandii, Luksemburga, Niemiec, Austrii, Włoch, Estonii, Łotwy, Litwy, Polski, Czech, Słowacji, Węgier, Białorusi, Ukrainy, Mołdawii, Rumunii, Bułgarii, Słowenii, Chorwacji, Bośni i Hercegowiny, Serbii, Czarnogóry, Albanii, Grecji oraz europejskich części Rosji i Turcji. W Azji podawany jest z zachodniosyberyjskiej części Rosji, anatolijskiej części Turcji, Izraela, Syrii, Gruzji, Armenii, Azerbejdżanu, Kazachstanu, Turkmenistanu, Uzbekistanu, Tadżykistanu, Kirgistanu, Iraku i Iranu. Na wschód sięga po Bajkał.
W Polsce stwierdzony został na nielicznych stanowiskach w południowej i zachodniej części kraju. Na „Czerwonej liście zwierząt ginących i zagrożonych w Polsce” umieszczony został jako gatunek narażony na wymarcie (VU). W Czechach i Słowacji jest już jednak stosunkowo pospolity.